# Zuchthaus Münster

Münster, Zuchthaus

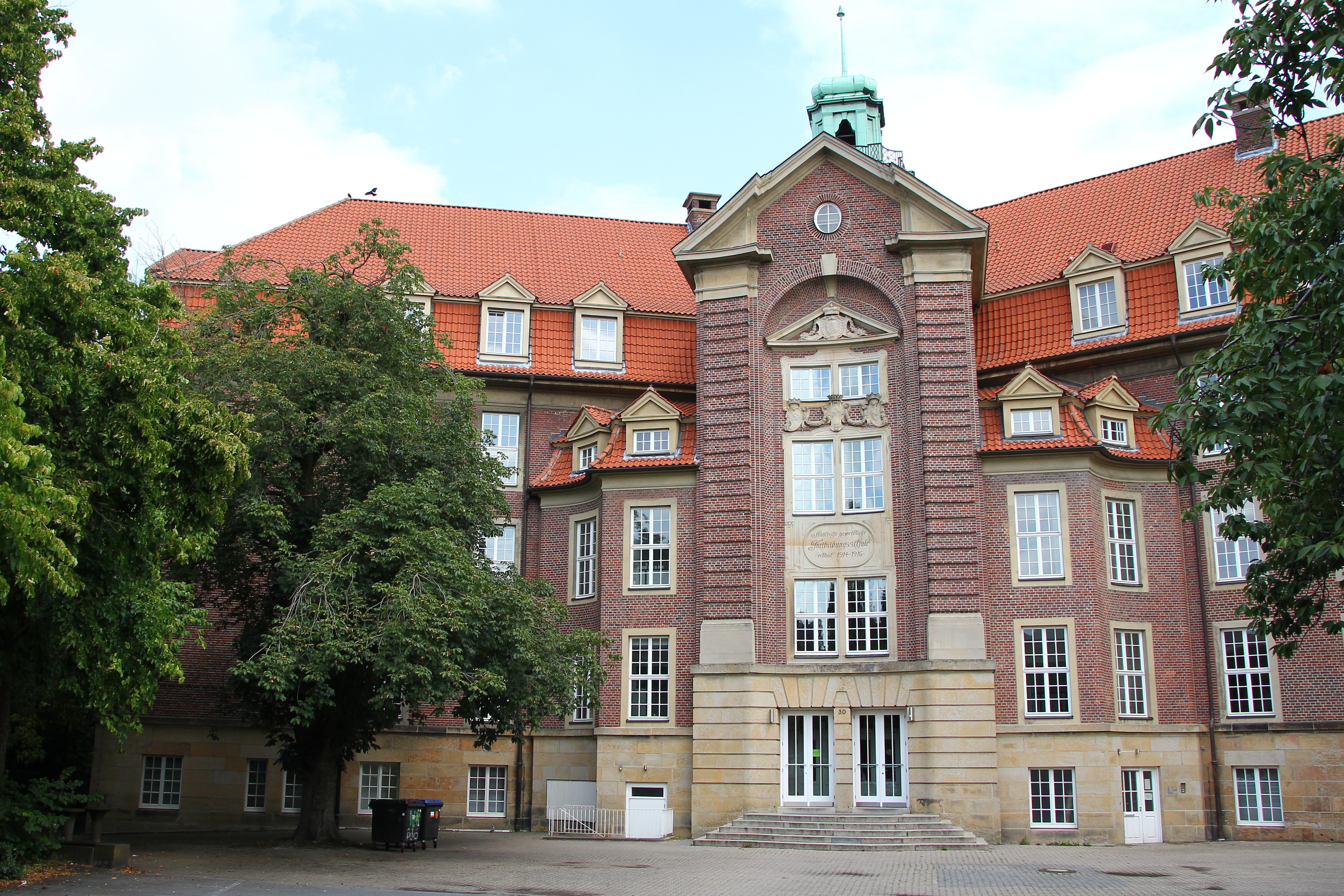
Städtische Fortbildungsschule

Das Zucht- und Arbeitshaus, allgemein Zuchthaus genannt, war das 1732–1734 von Johann Conrad Schlaun erbaute und 1735–1738 um einen seitlichen Anbau erweiterte Zucht- und Arbeitshaus in Münster. Das Gebäude stand in nordwestlicher Randlage der Altstadt an der Aa.

## Geschichte
Die Initiative für den Bau eines Zucht- und Arbeitshauses im Sinne eines absolutistischen Strafvollzugs wie auch einer Armen- und Sozialfürsorge, die die Eingliederung der Korrektionäre in den Arbeitsprozess übernehmen sollte, ging zunächst von den Ständen des Hochstifts Münster aus, bevor Fürstbischof Clemens August als Landesherr die Verantwortung für den Bau übernahm. In unmittelbarem Anschluss an den als Kerkergebäude dienenden Zwinger, der als Teil der Stadtbefestigung 1535 ausgebaut worden war, entstand das eigentliche Zucht- und Arbeitshaus. 1731 legte Johann Conrad Schlaun einen ersten Plan für einen Neubau  als einfachen Rechteckbau vor, der im folgenden Jahr durch den eigentlichen Ausführungsentwurf als Zweiflügelanlage ersetzt wurde. Der 1734 fertiggestellte Bau wurde 1735 durch einen weiteren Trakt erweitert, der 1738 abgeschlossen war.
Unter Aloys Goesen (1777–1840), der ab 1818 das Münsteraner Zucht- und Arbeitshaus leitete, fand eine Reform der Anstalt statt, wobei ihm durch Einwerbung von Arbeitsaufträgen die Besserung der wirtschaftlichen Grundlage wie auch der Disziplin gelang.
Nach Errichtung der Justizvollzugsanstalt Münster 1853 in unmittelbarer Nähe wurde der barocke Bau des Zucht- und Arbeitshauses aufgegeben, sein Abbruch erfolgte schließlich 1914. An seiner Stelle wurde bis 1916 über gleichem Grundriss und in enger Anlehnung an das Formenrepertoire Schlauns die Städtische Fortbildungsschule errichtet.

## Architektur
Das Münsteraner Zucht- und Arbeitshaus wurde als eine im stumpfen Winkel angelegte dreigeschossige Zweiflügelanlage in Backstein errichtet, wobei die Schnittstelle beider Flügel als giebelbekrönter Risalit über konkavem Grundriss angelegt war. Über dem mittels einer zweiläufigen Freitreppe erschlossenen Doppelportal nannte eine Inschrifttafel den Bauherrn:

„SVB FELICI GVBERNIO
CLEMENTIS AVGVSTI PRINCIPIS NOSTRI
PRO PIA INSOLENTIS PLEBIS CORRECTIONE
CORROGATA DIVI PAVLI STATVVM
VRBIS ET PATRIAE PIAE LARCHIONES
ERIGERANT“

(deutsch: Unter der gesegneten Herrschaft unseres Fürsten Clemens August errichtete die fromme Großzügigkeit von Ständen, Stadt und Land des heiligen Paulus das Arbeitshaus für die Besserung des anmaßenden Volks.)
Darüber waren die Wappenkartuschen der drei Stände des Hochstift – Domkapitel, Ritterschaft und Städte –, im Giebelfeld das Wappen des Kurfürsten angebracht. Das zweite, giebelseitige Portal des Westflügels enthielt eine weitere Inschrifttafel:

„ERGASTVLVM PRAESENS CORROGATIS PATRIAE EXPENSIS DEO VOLENTE ERIGEBATVR“

(deutsch: „Das gegenwärtige Arbeitshaus wurde mit Gottes Hilfe auf Kosten der Ständeversammlung des Landes errichtet“.)
Der linke, westliche Flügel enthielt im Erdgeschoss hofseitig die durch eine Enfilade ausgezeichnete Wohnung des Direktors sowie rückwärtig Küche und Speisesaal, die beiden oberen Geschosse die entlang einem Mittelkorridor angelegten Zellen der Insassen. Der rechte, östliche Flügel wies in seinen drei Geschossen jeweils zwei quadratische Arbeitsräume auf. Im Gelenkstück beider Flügel befand sich die durch zwei Geschosse reichende Kapelle. Der anschließend errichtete östliche, in der Bauflucht leicht versetzte Erweiterungsbau enthielt Werkstätten für die Wollverarbeitung.
Vor dem Bau seines Münsteraner Zuchthauses hatte Schlaun 1724 im Auftrag des Paderborner Domkapitels das Gerichtsgebäude mit Gefängnis in Bad Lippspringe erbaut, später, 1755, erfolgte der Auftrag für ein Gefängnis in Osnabrück, das aber erst nach seinem Tode vollendet werden sollte. Während von ersterem nur eine stirnseitige Fassadenzeichnung überliefert ist, zeigen Grund- und Aufrisse des letzteren ein ähnliches Konzept mit Zellen entlang einem Mittelkorridor, Arbeitssaal und Kapelle wie in Münster.